# ماكسيميليان ووبر
ماكسيميليان ووبر (بالألمانية: Maximilian Wöber)‏ ( مواليد 4 فبراير 1998) هو لاعب كرة قدم نمساوي يلعب لصالح لنادي إشبيلية الإسباني، على سبيل الإعارة من نادي أياكس أمستردام الهولندي.

## روابط خارجية
- ماكسيميليان ووبر على موقع الاتحاد الأوربي (الإنجليزية)
- ماكسيميليان ووبر على موقع قاعدة بيانات كرة القدم.إي يو (الإنجليزية)
- ماكسيميليان ووبر على موقع ناشيونال فوتبول تيمز (الإنجليزية)
- ماكسيميليان ووبر على موقع Soccerbase.com (لاعب) (الإنجليزية)
- ماكسيميليان ووبر على موقع Soccerway.com (الإنجليزية)
- ماكسيميليان ووبر على موقع عالم كرة القدم.نت (الإنجليزية)
- ماكسيميليان ووبر على موقع AS.com (الإسبانية)